# Вуль, Григорий Семёнович
Григорий Семёнович Вуль (укр. Григорій Семенович Вуль; 25 апреля 1937, Горловка — 7 июня 2013, Запорожье) — советский футболист, защитник. Позже — тренер. Мастер спорта СССР.

## Карьера футболиста
Родился 25 апреля 1937 года в Горловке. Там же начал играть в футбол под началом своего первого тренера Василия Никитина. Во время учёбы в школе играл за взрослую команду коксохимического завода. Помимо футбола увлекался волейболом. Вместе со своим земляком Юрием Розенко был приглашён в юношескую сборную Украинской ССР по футболу, которую тренировал Николай Махиня.
После окончания школы по совету Юрия Розенко Григорий поступил в Мелитопольской институт механизации и электрификации сельского хозяйства, ректор которого Дмитрий Абрамчев был страстным футбольным болельщиком и собрал в стенах ВУЗа отличную команду. Став студентом, Вуль выступал за вузовскую команду «Буревестник», в которой со временем стал капитаном. Студенческий коллектив завоевал право представлять Советский Союз на чемпионате Европы среди студентов. Под руководством Петра Тищенко на чемпионате команда заняла 5-е место.
В 1959 году Вуль перешёл в запорожский «Металлург». Накануне принятия решения, в ноябре 1958 года, во время товарищеской встречи с московским ЦСКА главный тренер запорожцев Виктор Пономарёв по совету своего помощника Иосифа Малкина выставил дебютантов Григория Вуля и Вилли Тамбовцева в основе команды. Матч завершился ничьей (2:2) (оба мяча забил Тамбовцев), после чего оба футболиста получили прописку в команде. Однако окончательно вопрос трудоустройства футболистов решался на уровне областного комитета Коммунистической партии.
В команде Вуль стал игроком основного состава. В своём первом сезоне он сыграл во всех играх Первой лиги СССР. Следующий сезон завершился для команды победой в турнире. В переходных играх со сталинским «Шахтёром» «Металлург» потерпел поражение и не смог пробиться в Высшую лигу. Сезон 1962 года команда завершила на втором месте в своей зоне, однако в финальном турнире «Металлург» занял шестое место. В 1967 году «Металлург» завершил сезон на втором месте, уступив лишь киевскому СКА, а в финале занял четвёртое место.
Всего в составе запорожской команды Григорий провёл одиннадцать сезонов, восемь из них в качестве капитана. В 2010 году сайт Football.ua включил его в список 50 лучших игроков «Металлурга», где он занял одиннадцатое место. Вуль сыграл более трёхсот матчей и занимает по этому показателю третье место в списке гвардейцев «Металлурга» за всю историю

## Тренерская карьера
По окончании карьеры футболиста в 1972 году перешёл на работу детским тренером в запорожском «Металлурге». Среди его достижений победа воспитанников на чемпионате Всесоюзного совета ДСО профсоюзов среди СДЮШОР и групп подготовки в 1981 году, второе место на юношеском первенстве СССР 1983 года, а в 1990 году в паре с Владимиром Кочегаровым он привёл «Металлург» к чемпионскому титулу СССР среди СДЮШОР. В составе юношей, выигравшей союзное первенство 1990 года, были Илья Близнюк, Павел Шкапенко, Игорь Лучкевич, Сергей Зайцев, Андрей Максименко, Владимир Ванин и Сергей Ключик. Также Григорий Вуль подготовил таких футболистов как Олег Лутков, Александр Нефёдов, Роман Бондаренко, Юрий Маркин, Алексей Антюхин и Сергей Цыганков.
Он также работал в «Металлурге» на должностях тренера и начальника команды. В 1974 году являлся главным тренером запорожцев, однако на этом посту не добился значительных результатов. В сезоне 1974 года команда под его руководством завоевала всего одну победу, дважды сыграла вничью и проиграла в восьми встречах. В начале лета 1974 года его сменил Виктор Фомин.
В 1984 году Вуль вывел запорожское «Торпедо» во Вторую лигу СССР. С командой он проработал на протяжении трёх с половиной лет. С 1990 года по 1991 год являлся руководителем группы резерва «Металлурга». В октябре 1993 года вновь стал главным тренером «Металлурга». На этой должности отработал в течение двух месяцев. Команда под его руководством провела 13 игр (семь поражений, по три победы и ничьи). В 1994 году стал исполнительным директором женского запорожского баскетбольного клуба «Козачка-ЗАлК». Команда становилась неоднократным чемпионом Украины, выступала в европейских соревнованиях, являлась базовой командой для сборной Украины.
Скончался 7 июня 2013 года в Запорожье. Прощание состоялось в Дворце культуры Запорожского алюминиевого комбината. Похоронен на Осипенковском кладбище. В мае 2015 года в Запорожье состоялся баскетбольный матч памяти Вуля.

## Личная жизнь
Супруга — Лариса Лаврентьевна. Двое сыновей — Игорь и Олег.

## Статистика
| Сезон | Клуб                  | Лига        | Чемпионат | Чемпионат | Кубок | Кубок |
| Сезон | Клуб                  | Лига        | Игры      | Голы      | Игры  | Голы  |
| ----- | --------------------- | ----------- | --------- | --------- | ----- | ----- |
| 1959  | Металлург (Запорожье) | Первая лига | 28        | 0         |       |       |
| 1960  | Металлург (Запорожье) | Первая лига | 35        | 1         |       |       |
| 1961  | Металлург (Запорожье) | Первая лига | 36        | 0         | 1     | 0     |
| 1962  | Металлург (Запорожье) | Первая лига | 36        | 1         | 3     | 0     |
| 1963  | Металлург (Запорожье) | Первая лига | 32        | 2         | 3     | 0     |
| 1964  | Металлург (Запорожье) | Первая лига | 34        | 0         |       |       |
| 1965  | Металлург (Запорожье) | Первая лига | 28        | 0         | 2     | 0     |
| 1966  | Металлург (Запорожье) | Первая лига | 27        | 1         | 1     | 0     |
| 1967  | Металлург (Запорожье) | Первая лига | 39        | 2         |       |       |
| 1968  | Металлург (Запорожье) | Первая лига | 27        | 0         | 2     | 0     |
| 1969  | Металлург (Запорожье) | Первая лига | 39        | 0         | 3     | 0     |

Источники:
- Статистика — Профиль на сайте FootballFacts.ru